# Wypluwka

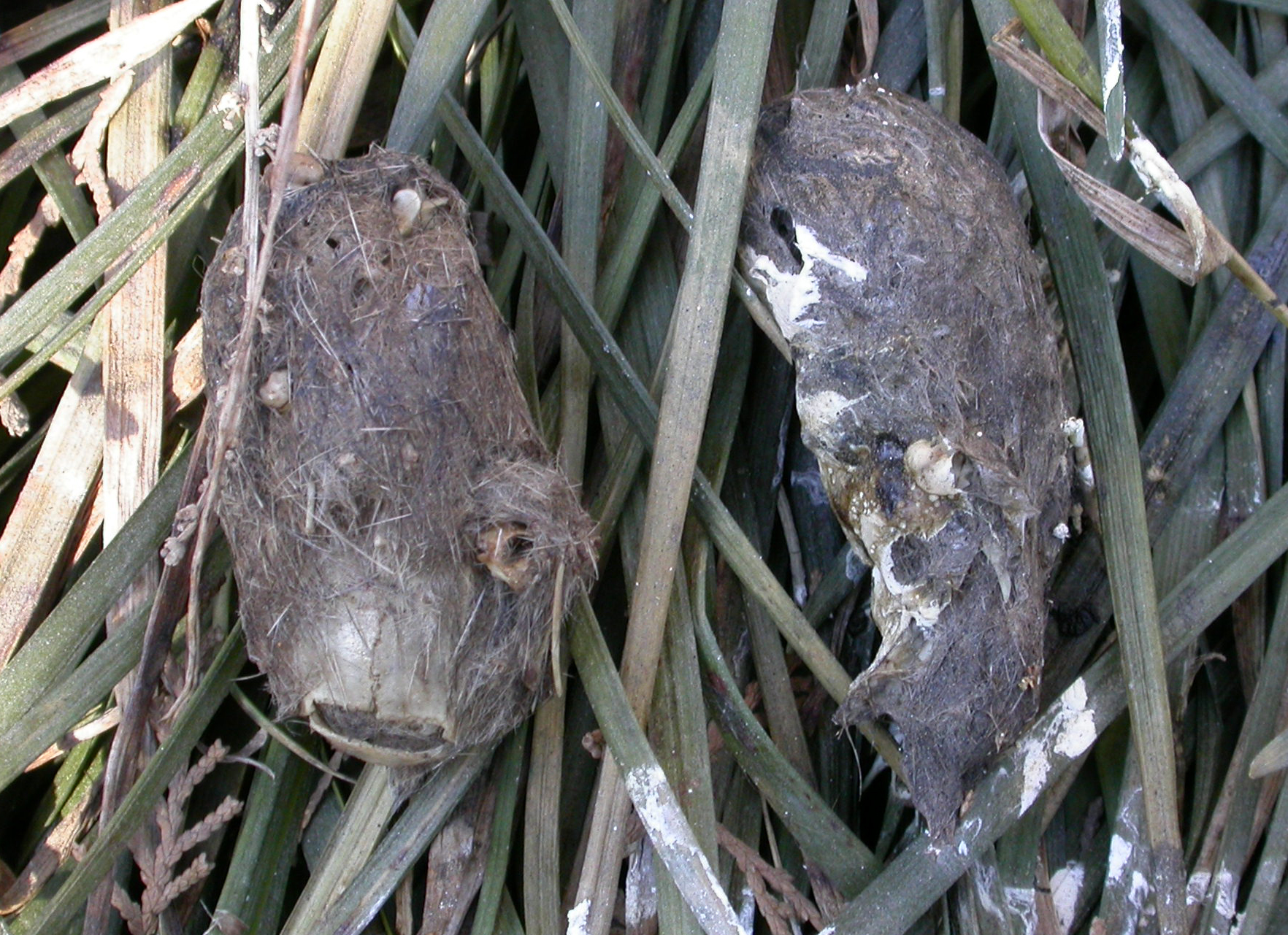
Wypluwki sowy uszatej

Wypluwka (zrzutka) – zlepek niestrawionych części pokarmu, np. kości, sierść, pancerzyki owadów, usuwany ruchami wymiotnymi przez otwór gębowy, przez wiele gatunków ptaków, takich jak sowy, ptaki szponiaste czy mewy. Powstaje w żołądku mięśniowym ptaka. Na ich podstawie można określić skład pokarmu ptaka. Wypluwki sów mogą służyć jako materiał badawczy do jakościowej i ilościowej oceny występowania drobnych gatunków ssaków.

## Charakterystyka wypluwek u poszczególnych grup ptaków
Sowy
Zawiera wiele nieuszkodzonych długich kości i czaszek, sierść, resztki bezkręgowców, pióra. Konsystencja zwarta i gęsta.
Jastrzębiowate
Gatunek zaważa na kształcie i wielkości wypluwki. Bardzo rzadko znajdują się w nich fragmenty kości, gdyż są one oddzielane od mięsa, inaczej niż u sów; zawierają głównie sierść i pióra. Większe pióra są usuwane w przypadku jastrzębi.
Sokołowate
Wypluwki o konsystencji zwartej i gęstej, podobnie jak u jastrzębi. Zawierają małe fragmenty kości, pióra, łuski jaszczurek, resztki stawonogów i dżdżownic.
Czaple
Konsystencja zwarta i gęsta. Zawierają głównie sierść, rzadko kości lub resztki ryb.
Mewy
Wypluwki nie zawsze są ukształtowane, są luźnej konsystencji. Składają się na nie resztki roślinne i niezwierzęce oraz bezkręgowce i kręgowce.
Kobuz
Od reszty sokołowatych jego wypluwki wyróżnia luźna konsystencja, mała masa i niespójność. Zawierają one niemal same resztki owadów.
Dzierzby
Wypluwki są zbite i wydłużone, nie rozpadają się. Składają się na nie małe fragmenty zwierząt, zarówno kręgowych, jak i bezkręgowych.
Siewkowce
Są małe, o luźnej konsystencji i różnych kształtach. Skład stanowią resztki bezkręgowców, w okolicach wybrzeży także twarde części morskich bezkręgowców. Wypluwki niektórych siewkowców mają śluzową powłokę.
Krukowate
Na skład wypluwek krukowatych składają się resztki małych ssaków, ptaków, bezkręgowców, skorupki muszli, robaki i materia roślinna. Nie jest rzadka obecność kamyków. Zazwyczaj konsystencja jest zwarta i zawiera różnorodne resztki. 
- U czarnowrona wielkość wypluwki wynosi od 30 do 70 mm, a średnica 10–20 mm. Są średnie do dużych, zaokrąglone z wydłużonymi końcami, często spłaszczone. Mogą zawierać nasiona, owady i resztki kręgowców, jednak najczęściej uszkodzone, gdyż czarnowrony nie połykają pokarmu w całości.
- U kawki długość wypluwki oscyluje między 25 mm a 30 mm, a średnica między 10 a 15 mm. Wypluwki są małe i wydłużone, zwarte, lecz nie gęste. Często zawierają wyłącznie resztki roślinne, ale można znaleźć także resztki kości.
- Wypluwki gawrona, które często można znaleźć pod drzewami, gdzie mieści się ich kolonia, mają długość od 30 do 40 mm. Zawierają kości i fragmenty piór, często także roślinność (głównie ziarna) i kamyki.
- U sroki wypluwka mierzy 35–45 mm. Jest wydłużona i zaostrzona. Zawiera fragmenty kości, kawałki nasion, sierść i żwir.